# Флавій Клавдій Юліан
Фла́вій Кла́вдій Юліа́н (також Юліан ІІ Відступник або Юліан Філософ) — римський імператор, правив з 361 по 363. Останній імператор Риму язичник (неоплатонік), ритор, філософ і поет.
Мав спеціальні титули перемоги: Alamannicus Maximus («великий переможець алеманський»), 357 р.; Francius Maximus («великий переможець франків»), 358 р.; Germanicus Maximus («великий переможець германський»), Sarmaticus Maximus («великий переможець Сарматський»), 361 р.
Діяльність була присвячена відродженню язичництва (філософії). Християнські письменники, сучасники й вороги Флавія Юліана назвали його «відступником» (грец. άποστάτης), і це прізвисько, підтримане церквою, залишилось в історії.

## Життєпис
Юліан, племінник імператора Костянтина Великого, виховувався єпископом Євсевієм у Нікомедії. Великий вплив на його духовий розвиток мав пристрасний шанувальник еллінської культури скопець Мардоній, та відомий софіст Лібаній (грец. Λιβάνιος). Тому Юліан вже з юності відходить від християнства і стає таємним прихильником язичницької релігії, при нагоді часто відвідуючи філософські школи у Пергамі та Ефесі.
У 344 р. Юліану і його брату Констанцію Галлу було наказано жити в замку Macellum поблизу Кесарії Каппадокійської. Хоча умови життя відповідали високому становищу молодих людей, Юліан скаржився на брак товариства, на постійні утиски свободи і на таємний нагляд. Ймовірно, до цього періоду потрібно віднести початки ворожості Юліана до християнської віри. У цьому положенні брати залишалися близько 6 років. Тим часом, бездітного Констанція вельми турбувала думка про наступника, так як з прямих нащадків Констанція Хлора в живих після переслідувань та вбивств залишалися лише два двоюрідних брата Констанція — Галл і Юліан.
350 р. Імператор вирішив залучити до влади Галла. Викликавши його із замку Macellum, Констанцій дав йому титул цезаря і призначив намісником в Антіохію. Але незабаром Галл був викликаний Констанцієм до себе і по дорозі вбитий в 354 р. За наполяганням імператриці Євсевії, яка діяла в цьому відношенні всупереч планам придворної партії, Констанцій повернув Юліану те становище, на яке він мав права за народженням.
352—354 рр. Юліан знову провів в Нікомедії, вивчаючи твори неоплатоників. У 355 р. поїхав вчитися в Афіни, де зустрівся й спілкувався з Григорієм Богословом і Василем Кесарійським.
У 355 році Констанцій II проголосив Юліана цезарем, одружив зі своєю сестрою Оленою та призначив намісником Галлії, де точилася вперта і важка боротьба з наступаючими германцями, які розоряли країну, руйнували міста і винищували населення. Юліан вдало впорався з важким завданням врятувати Галію і під Аргенторатом (нині Страсбург) завдав германцям нищівної поразки. Головною резиденцією Юліана в Галлії була Лютеція (Lutetia Parisiorum; згодом Париж). Справи Юліана йшли вдало, а германці були відкинуті за Рейн.
У 357 році проти нього виступив алеманський король Хнодомар, якого було переможено під Аргенторатом.
У 359 році Юліан перейшов у наступ, перетнувши Рейн, змусивши королів алеманів Вадомара, Макріана, Вестральпа, Урсіцина, Урія, Харіобавда укласти мирний договір.
«Я, будучи ще цезарем, — писав Юліан, — втретє перейшов Рейн; я зажадав від зарейнських варварів 20 000 полонених … я, з волі богів, взяв всі міста, трохи менше сорока». Серед війська Юліан користувався великою любов'ю та повагою.
Констанцій з підозрою і заздрістю ставився до успіхів Юліана.

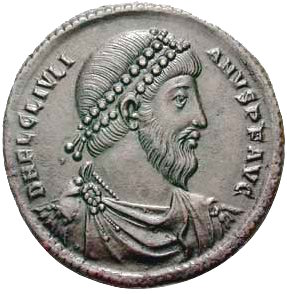
Імператор Юліан ІІ

У 360 повсталі проти Констанція II галльські легіони проголосили Юліана імператором-августом.
Ці новини застали Констанція в Кесарії Каппадокійської. Імператор не вступив у перемовини з Юліаном й зайнятий приготуваннями до походу, влітку і взимку 360 р. знаходився в Малій Азії; і тільки навесні 361 р. зміг почати рух до Європи. Після проголошення його імператором, в своєму листі до Констанція, Юліан пропонував укласти угоду щодо співправління. Але Констанцій зажадав від нього повного і остаточного усунення від справ, він вже почав збирати війська в Іллірії, Паннонії та Італії, коли несподівано помер 3 листопада 361 р.
11 грудня 361 р. Юліан вступив в Константинополь як прямий і законний спадкоємець римських імператорів.
Після смерті Констанція Юліан став єдинодержавним правителем Римської імперії. Він розширив права муніципальних курій, зменшив податки, скоротив палацовий штат, відмовився від розкішного, дорогого двору.
Ставши імператором, Юліан, підтриманий частиною багатих та освічених громадян, відкрито оголосив себе прихильником язичницької релігії, реформувавши її на базі неоплатонізму, він видав два едикти проти християн дозволивши їх убивати без суду та слідства на місці релігійних зібрань, відновив язичницькі храми.

## Перський похід
Перський похід імператора Юліана — римсько-перський військовий конфлікт, що стався у 363 році на території Середньої і Верхньої Месопотамії, ініційований римською стороною як відповідь на систематичні вторгнення перських військ у римські володіння в Передній Азії.
Римські війська дійшли до столиці Персії Ктесифону, який взяли в облогу. 
Однак, ситуація погіршувалася тим, що римські підкріплення і вірменські союзники, яким належало нанести удар по Ктесифону з півночі, не з'явилися. 
Один перс, людина стара і шановна, обіцяв Юліану бути провідником в середину Персії. Юліан спалив свій флот, що стояв на Тигру, і надлишок продовольства; але зрадник завів римлян в Карманітську пустелю, де зовсім не було води та їжі. Після втечі провідника, Юліан був змушений почати відступ, під натиском ворожих військ. 
26 червня 363 року в битві при Самаррі Юліан отримав три поранення: в руку, груди і печінку. Остання рана була смертельною. За деякими повідомленнями, рани були нанесені солдатом його власної армії (можливо християнином).
Діяльність Юліана викликала ненависть з боку християнського духовенства, яке дало йому прізвисько Відступник (грец. άποστάτης). Після смерті Юліана антихристиянські едикти були скасовані імператором Йовіаном, який припинив переслідування християн.

## Літературна творчість

Ioulianou autokratoros ta sozomena, 1696

Сам імператор є автором низки творів (трактатів, промов, листів), спрямованих проти християн. Найвідомішими є:
- «Проти християн» (оригінал не зберігся), де Юліан зауважує, що у Біблії не менше міфів, ніж у грецькій або римській міфології;
- промови «Про Матір богів» та «На честь Царя-Сонце» щодо захисту грецьких та римських традицій;
- сатира «Ненависник бороди», де іронізує над мешканцями Антіохії, які поринули у розкоші та розваги;
- сатира «Цезарі», де автор іронізує над імператорами, які намагалися довести своє божественне походження (імператори-погани) або обранність Богом (імператори-християни);
- багате листування з державними діячами, філософами (78 листів збереглося до сьогодні).